# Carl Petter Svensson
Carl Petter Svensson, född 1825, död 1899, var en svensk skådespelare. 
Han var elev vid Operans balettskola 1839, och därefter verksam som aktör hos Lars Erik Elfforss och Anders Peter Berggren i Finland 1844-1854, hos Carl Gustaf Hessler 1854–58, Alfred Wallin 1858–59,  Oskar Andersson 1859–62, Ludvig Zetterholm på Södra teatern 1862–64, Hjalmar Agardh 1864–66, hos Constantin Rohde 1866–69. 
Han inredde också flera teatrar i Sverige och Norge  och var maskinmästare i Drammen 1869–74 och vid Nya (från 188 Svenska) teatern 1875–91.